# Битва за Йонджу
Битва за Йонджу (англ. Battle of Yongyu), також битва при Яблуневому саду (англ. Battle of the Apple Orchard) чи битва при Йон'ю кор. 영유永柔 전투) — повітрянодесантна операція, з висадки парашутного десанту американської 187-ї полкової бойової групи повітрянодесантних військ за підтримки британських та австралійських військ у Корейській війні. Військова операція проводилася 21-22 жовтня 1950 року під час наступу Командування Об'єднаних Націй, яке намагалося розгромити північнокорейську армію, що вторглася до Південної Кореї у червні того ж року.

## Історія
20 жовтня 1950 року 187-й повітрянодесантний полковий бойовий загін армії США здійснив висадку парашутним способом поблизу корейських міст Сукчхон та Сунчхон, приблизно за 40 кілометрів на північ від Пхеньяну. Метою операції визначалося відсікти сили Корейської народної армії, які відступали попереду 8-ї армії США з півдня, захоплення важливих можновладців Північної Кореї, які евакуювалися з Пхеньяну, і звільнення американських військовополонених, яких вивозили з корейської столиці до китайського кордону. Загалом 187 літаків типу C-119 і C-47 десантували 3 955 військовиків 187-го парашутного полку, а також понад 600 тонн вантажів, зокрема 12 105-мм гаубиць, 39 джипів, 4 зенітних гармати тощо. Це був перший випадок, коли американські війська скинули таку важку техніку в ході операції з висадки повітряного десанту, і вперше в бойовій десантній операції використовувалися новітні C-119.
21 жовтня дві бойові групи 187-го парашутно-десантного полку вирушили на південь у розвідку боєм, щоб осідлати шосе Сукчхон–Йон'ю та залізничну лінію та з'єднатися із 27-ю бригадою Британської Співдружності, яка наступала в першому ешелоні 8-ї армії північніше Пхеньяна. В околицях Йон'ю підрозділи 187-го полку вступили у вогневий контакт з корейськими комуністичними військами. В результаті повітрянодесантної операції армії США 239-й полк Корейської народної армії опинився затиснутим між наступаючою 8-ю армією та десантом 187-го парашутного полку в його тиловій смузі. Полк корейців спробував прорватися на північ відразу після півночі 21-22 жовтня. Зіткнувшись із рішучими атаками, американські десантники в Йон'ю запросили допомогу бронетехніки у 27-ї бригади Британської Співдружності на дорозі Пхеньян-Сукчхон на південь від Йон'ю.
27-ма бригада Британської Співдружності вирушила з Пхеньяну опівдні 21 жовтня, попрямувала на північ по шосе Сукчхон, маючи завдання вийти на рубіж річки Чхончхонган. 1-й батальйон полку «Аргайл і Сазерленд Хайленд», очолюючи наступ бригади, просувався вгору по шосе, доки не був обстріляний північнокорейцями, що оборонялися на пагорбах південніше Йон'ю. До ночі гори були очищені британцями і бригада зупинилася на ночівлю. Англійці чули звуки важкої битви, що точилася на півночі. 3-й батальйон Королівського австралійського полку отримав наказ на перехід у перший ешелон наступаючих військ, коли наступного ранку бригада вирушила. Австралійці, посилені американськими механізованими підрозділами мали пройти через Йон'ю якнайшвидше та прийти на допомогу десантникам 187-го полку, що билися північніше. З ранку 22 жовтня британці з австралійцями прорвалися до Йон'ю, щоб очистити місто від ворога.